# Maria Rita
Maria Rita Costa Camargo Mariano, conosciuta semplicemente come Maria Rita (San Paolo, 9 settembre 1977), è una cantante e compositrice brasiliana.
È la figlia della cantante Elis Regina e del compositore César Camargo Mariano.
Ha cominciato la sua carriera portandosi sempre addosso l'ombra della famosissima, compianta madre. «Ho sempre avuto coscienza di essere l'unica figlia di una grande cantante».

## Biografia
Figlia della cantante Elis Regina e del compositore César Camargo Mariano, si è formata in Comunicazione Sociale e Studi Latino-americani all'Università di New York. Ha esordito nella sua carriera di cantante professionista a ventiquattro anni. Ha affermato: «Ho voluto sempre cantare ma il problema non è mai stato il volerlo ma il perché. Non mi piace fare qualcosa senza un perché. È sempre meglio quando c'è una meta, un obiettivo. Il motivo mi fu chiaro quando capii che sarei impazzita se non avessi cominciato a farlo.»
Gli inizi della sua carriera sono stati accompagnati dalle accuse della critica di imitare troppo lo stile della madre.Maria Rita, il suo primo disco pubblicato nel 2003 e uscito in trenta Paesi, ha venduto quasi un milione di copie che le hanno valso un Disco di Platino triplo in Brasile e un CD di Platino in Portogallo.
Si è affermata presto come icona della musica latina e ha guadagnato nel 2004 il Grammy latino in tre categorie: rivelazione dell'anno, miglior disco di musica popolare brasiliana (album Maria Rita) e migliore canzone brasiliana (A festa). Nel 2006 grazie al successo internazionale Segundo ha ottenuto altri due Grammy Latini: miglior album e miglior canzone brasiliana (Caminho das aguas scritta da Rodrigo Maranhão).
Ha partecipato a festival internazionali di prestigio tra cui Montreux Jazz Festival, North Sea Jazz Festival, Irving Plaza (New York) e San Francisco Jazz Festival. Nel giugno del 2008 è arrivata in Europa esibendosi a Londra per la prima volta con una coproduzione Tuba Productions e JungleDrums Magazine e ricevendo tre nomination agli Awards della musica internazionale dalla BBC radio.

## Discografia
- 2003 - Maria Rita (Warner Latina) (500 000 copie vendute solo in Brasile e circa un milione in tutto il mondo), seguito dal DVD Maria Rita (vincitore del DVD di diamante in Brasile).
- 2005 - Segundo (Warner Latina) (700 000 copie vendute in Brasile), seguito dal DVD Segundo.
- 2007 - Samba meu (Wea International), seguito dal DVD Maria Rita: Samba meu, registrato live a Rio De Janeiro.

È inoltre presente in duetto in vari CD tra cui: Pietà di Milton Nascimento (con la canzone Tristesse), 12 Segundos de oscuridad con il vincitore del Grammy Awards uruguaiano 2004 Jorge Drexler (con la canzone Soledad).

## Premi e nomination
| 2004                                                                                | Risultato  |
| ----------------------------------------------------------------------------------- | ---------- |
| Album dell'anno - Maria Rita                                                        | Nominato   |
| Canzone dell'anno - A Festa                                                         | Nominato   |
| Miglior artista rivelazione                                                         | vincitore  |
| Miglior album musica popolare brasiliana - Maria Rita                               | vincitore  |
| Migliore canzone brasiliana - A Festa (Award a Milton Nascimento)                   | vincitore  |
| 2006                                                                                | Risultato  |
| Miglior album musica popolare brasiliana - Segundo                                  | vincitore  |
| Migliore canzone brasiliana - Caminho das águas (Award all'autore Rodrigo Maranhão) | vincitore  |
| 2008                                                                                | Risultato  |
| Miglior album di Samba/Pagode - Samba meu                                           | vincitore1 |

| 2003                                              | Risultato  |
| ------------------------------------------------- | ---------- |
| Miglior artista rivelazione (Solo)                | nominato   |
| 2004                                              | Risultato  |
| Miglior album - Maria Rita                        | nominato   |
| Migliore cantante donna                           | vincitore  |
| Migliore canzone - A Festa (di Milton Nascimento) | nominato   |
| miglior DVD - Maria Rita                          | nominato   |
| miglior show                                      | nominato   |
| 2008                                              | Risultato  |
| Miglior Album - Samba meu                         | vincitrice |
| Miglior cantante donna                            | nominato   |
| Miglior canzone - Tá perdoado                     | nominato   |